# Мантенополис
Мантенополис (порт. Mantenópolis)  —  муниципалитет в Бразилии, входит в штат Эспириту-Санту. Составная часть мезорегиона Северо-запад штата Эспириту-Санту. Входит в экономико-статистический  микрорегион Барра-ди-Сан-Франсиску. Население составляет 10 919 человек на 2006 год. Занимает площадь 320,750 км². Плотность населения — 34,0 чел./км².

## История
Город основан в 1954 году.

## Статистика
- Валовой внутренний продукт на 2003 составляет 29.307.074,00 реалов (данные: Бразильский институт географии и статистики).
- Валовой внутренний продукт на душу населения на 2003 составляет 2.546,89 реалов (данные: Бразильский институт географии и статистики).
- Индекс развития человеческого потенциала на 2000 составляет 0,683 (данные: Программа развития ООН).

## География
Климат местности: тропический.